# Hans-Eckart Joachim
Hans-Eckart Joachim (* 25. September 1937 in Frankenstein/Schlesien) ist ein deutscher Prähistorischer Archäologe.

## Leben
Nach dem Abitur 1957 in Koblenz studierte Joachim Ur- u. Frühgeschichte, mittelalterliche Geschichte und Völkerkunde an den Universitäten Bonn, Wien und zuletzt in Freiburg im Breisgau. 1966 wurde er an der Universität Freiburg mit einer Arbeit zur Hunsrück-Eifel-Kultur am Mittelrhein promoviert. 1967 bis 1969 war er wissenschaftlicher Assistent an der Universität Marburg. 1969 bekam Joachim eine Anstellung am Rheinischen Landesmuseum Bonn und wurde dort 1988 Leiter der „Vorgeschichtlichen Abteilung“. Ende 2002 wurde er pensioniert. Zum Wintersemester 1980/81 wurde Joachim mit einem Lehrauftrag am Institut für Vor- und Frühgeschichte an der Universität Bonn betraut, wo er 1994 zum Honorarprofessor berufen wurde.
Joachim ist Autor zahlreicher Schriften vor allem zur eisenzeitlichen Besiedlung des Rheinlandes.

## Veröffentlichungen (Auswahl)
- Die Hunsrück-Eifel-Kultur am Mittelrhein (= Bonner Jahrbücher Beiheft 29). Köln 1968 (= Dissertation).